# آرثر إس. ماكسويل
آرثر إس. ماكسويل (بالإنجليزية: Arthur S. Maxwell)‏ (14 يناير 1896، لندن في المملكة المتحدة - 13 نوفمبر 1970)؛ مؤلف، كاتب وروائي بريطاني.